# Vandergrift
Vandergrift is een plaats (borough) in de Amerikaanse staat Pennsylvania, en valt bestuurlijk gezien onder Westmoreland County.

## Demografie
Bij de volkstelling in 2000 werd het aantal inwoners vastgesteld op 5455.
In 2006 is het aantal inwoners door het United States Census Bureau geschat op 5131, een daling van 324 (-5.9%).

## Geografie
Volgens het United States Census Bureau beslaat de plaats een oppervlakte van
3,4 km², waarvan 3,2 km² land en 0,2 km² water. Vandergrift ligt op ongeveer 416 m boven zeeniveau.

## Plaatsen in de nabije omgeving
De onderstaande figuur toont nabijgelegen plaatsen in een straal van 4 km rond Vandergrift.